# 江川美奈子
江川 美奈子（えがわ みなこ、1983年3月15日 - ）は、日本のグラビアアイドル。

## 来歴・人物
渋谷でスカウトされデビュー。Hカップのバストを生かしセクシーなイメージDVDなどで活躍。初主演した『青春H カレーのにおい』ではヌードシーンや濡れ場を演じている。趣味は旅行、特技は掃除。

## DVD
- 乳楽園（2007年10月、ベガファクトリー）
- HEALING BUST（2008年1月、日本メディアサプライ）
- CARA（2008年7月、デジワークス）
- Deeper vol.01（2008年10月、ソフト・オン・デマンド）
- ミルキーエンジェル（2009年7月、Milky Angel）
- デカメロン（2009年10月）
- HOPE!（2009年12月、コンセント）
- 東京艶女[江川美奈子編](2013年12月)

## WEB
- 東京艶女

## 出演作品

### テレビ
- ネオバラエティ・『ぷっ』すま「ビビリ王人気芸人SP」（2009年10月6日、テレビ朝日）

### 映画
- 青春H カレーのにおい（2010年、山口智監督）- 主演